# Gornji Detlak
Gornji Detlak (szerbül: Горњи Детлак), település Bosznia-Hercegovinában, Derventa községben a Szerb Köztársaság északi régiójában. 

## Fekvése
A település Bosznia-Hercegovina északi részén, Dobojtól légvonalban 30, közúton 50 km-re északnyugatra, községközpontjától légvonalban 9, közúton 11 km-re délnyugatra, a Krnjin-hegység nyugati peremén, az Ukrina jobb partján, 125-230 méteres magasságban található. Gornji Detlak Derventa község egyik nagyobb települése, a község legnyugatibb részén fekszik, nyugati részén pedig a szomszédos Prnjavor községgel határos. Detlak a Kalenderovci helyi közösséghez tartozik.

## Népessége
| Nemzetiségi csoport | Népesség 1991 | Népesség 2013 |
| ------------------- | ------------- | ------------- |
| Szerb               | 981           | 574           |
| Bosnyák             | 0             | 1             |
| Horvát              | 3             | 3             |
| Jugoszláv           | 21            | 0             |
| Egyéb               | 26            | 17            |
| Összesen            | 1031          | 595           |

## Története
A vegyes lakosságú Detlak település 1878-ig tartozott az Oszmán Birodalomhoz, ekkor a berlini kongresszus határozata alapján az Osztrák-Magyar Monarchia része lett. 1879-ben az első osztrák-magyar népszámlálás során a Tešanji járáshoz és Osinje községhez tartozó Detlak településnek 48 háztartása és 334 ortodox lakosa volt. Az osztrák-magyar hatóságok ösztönzésére 1895 és 1901 között főként Galíciából nagy számú római katolikus lengyel és görög katolikus ukrán lakosság települt be Detlakra. 1910-ben a Tešanji járáshoz tartozó településen már 117 háztartást, 497 ortodox, 150 római katolikus és 65 görög katolikus lakost találtak. A monarchia szétesésével 1918-ban előbb a Szerb-Horvát-Szlovén Királyság, majd 1929-től a Jugoszláv Királyság része lett. 1921-ben a Tešanji járáshoz tartozó településnek 792 lakosa volt, közülük 518 ortodox szerb, 176 római katolikus, 97 görög katolikus és 1 evangélikus volt. Az 1929-es törvény értelmében, amikor Bosznia-Hercegovinát négy banovinára, Drinskára, Vrbaskára, Zetskára és Primorskára osztották, a település a Vrbaska banovina (Orbászi bánság) része lett, amelynek székhelye Banja Luka volt. 1939-ben a közigazgatás átszervezésével a Hrvatska banovina (Horvát Bánság) része lett.
A második világháborúban Jugoszlávia megszállása után a Független Horvát Állam (NDH) része lett. A második világháborút követően a lengyel kormány hívására a lengyelek visszatelepültek Lengyelországba, az ukránok pedig Jugoszlávia nagyobb településeire, főként Szlavóniába és a Vajdaságba költöztek. A második világháború után 1992-ig a település a szocialista Jugoszlávia keretében a Bosznia-Hercegovinai Népköztársaság része volt. A boszniai háborút lezáró daytoni békeszerződés rendelkezése alapján az ország területét felosztották a Bosznia-hercegovinai Föderáció és a boszniai Szerb Köztársaság között. A békeszerződés utáni területmegosztási megállapodás értelmében a település Derventa község részeként a Boszniai Szerb Köztársasághoz került.

## Nevezetességei
- Szent Petka tiszteletére szentelt ortodox temploma. A templom mérete 12x8 méter. A templom építése 1998. július 22-én kezdődött. A templomot 2006. július 16-án szentelte fel Vaszilje, Zvornik-Tuzla püspöke. A tölgyfa ikonosztázt Sretko Savković készítette Derventából. Az ikonokat Perica Paraklis pap festette.[8] A kalenderovci plébánia filiája.

- Krisztus Király tiszteletére szentelt ukrán görögkatolikus temploma. A templom egyhajós és kis méretű. 1931/32-ben épült, utolsó felújítására 2002-ben került sor. Téglalap alakú alapja van, háromoldalú oltárapszissal. A bejáratnál egy fémből készült, hagyma alakú kupola emelkedik a tető fölé, rajta egy kereszt. A főbejárati ajtó mellett oldalsó ajtók is találhatók, amelyek az oltártérbe vezetnek. A detlaki templom az ukránok egykori ittlétének, valamint szellemi és anyagi kultúrájuknak a tanúja, amely az Osztrák-Magyar Monarchia korából maradt itt ezen a vidéken.[9]